# KLF15
El factor de Krüppel o factor enriquecido-renal de Krüppel  es una proteína humana codificada por el gen KLF15. Realiza varias funciones biológicas, como el transporte de glucosa y la transcripción genética, además de otras funciones moleculares y celulares.

## Funciones
El KLF15 se incrementa por el ayuno y desciende por la nutrición y la insulina mediante la señalización de las enzimas PI3K. El KLF15 se incrementa por la señalización de los glucocorticoides y la inhibición de PI3K. La insulina y sus hormonas de contrarresto regulan el nivel hepático de KLF15. Un nivel forzado de KLF15 en hepatocitos cultivados aumentó tanto el nivel como la actividad promotora del gen de la Fosfoenolpiruvato carboxiquinasa.
- Datos: Q18039553